# Charles Foster
Charles Foster (perto de Tiffin, 12 de Abril de 1828 – Springfield, 9 de Janeiro de 1904) foi um político dos Estados Unidos, membro do Partido Republicano. Foi membro da Câmara dos Representantes dos Estados Unidos (1871-1873 e 1873-1879), Governador do Ohio (1880-1884) e Secretário do Tesouro dos Estados Unidos (1891-1893) na administração de Benjamin Harrison.